# DEL (znak)
Znak DEL (česky výmaz, anglicky delete, někdy též rubout) je v kódování ASCII znak s nejvyšším kódem – 127 desítkově nebo 7F šestnáctkově. Jedná se o řídicí znak, který normálně není tisknutelný; ve stříškové notaci se zapisuje ^?, v Unicode má grafickou reprezentaci ␡ (protože všechny řídicí znaky v ASCII mají grafickou reprezentaci), ve znakové sadě počítačů IBM PC má tento kód znak „domeček“ ⌂.
Neexistuje jednotný způsob, jak tento znak zadat na moderních klávesnicích, ale jeho kód může v některých prostředích generovat klávesa ← Backspace (např. v unixových systémech) nebo kombinace Control + ← Backspace (např. v programu Poznámkový blok).

## Historie
Znak DEL byl původně používán pro vymazání znaků na sedmistopé děrné pásce, protože vyděrováním všech otvorů lze libovolný znak změnit na s tímto kódem. Pokud byl nějaký znak vyděrován chybně, předěrováním všech sedmi otvorů se změnil na znak Delete, který má být ignorován. V sedmibitovém kódu má tuto vlastnost znak s kódem 7F šestnáctkově, v osmibitovém znak s kódem FF.
U dálnopisů jako Teletype Model 33 se řádky obvykle zakončovaly třemi znaky CR, LF a rubout, což poskytovalo čas pro přesun tiskového mechanismu na levý okraj.
Na terminálech kompatibilních s VT100, generuje tento kód klávesa označená Delete; na VT510 a kompatibilních terminálech, je tento znak generovaný klávesou označenou ⌫.
Na klávesnicích moderních osobních počítačů je obvykle klávesa Backspace, která neodpovídá klávese „Delete“.

## Aktuální použití
Unixové operační systémy používají znak DEL jako řídicí znak erase, tj. pro vymazání předchozího znaku v řádkovém režimu. Tímto použitím se odlišuje od původní funkce, kde znak DEL sloužil k (fyzickému) přepsání znaků na děrné pásce.
Systémy DOS/Windows tento znak nikdy nijak nepoužívaly; pro mazání předchozího znaku používaly backspace (0x08 nebo Ctrl-H). Fonty pro textové režimy kompatibilní s EGA/VGA fonty i fonty používané v Win32 konzole obvykle mají symbol „domů“ ⌂ s kódem 127 (0x7F), viz Kódová stránka 437.